# Arroyo Curupí (Arroyo Solís Grande)
Der Arroyo Curupí ist ein im Süden Uruguays gelegener Fluss.
Er entspringt in der Sierra de las Ánimas und verläuft von dort auf dem Gebiet des Departamento Maldonado von Osten nach Westen. Schließlich mündet er als linksseitiger Nebenfluss in den Arroyo Solís Grande.